# Port lotniczy Mafeteng
Port lotniczy Mafeteng (ang. Mafeteng Airport) (IATA: MFC, ICAO: FXMF) – port lotniczy zlokalizowany w mieście Mafeteng, w Lesotho.